# قرار مجلس الأمن التابع للأمم المتحدة رقم 173
قرار مجلس الأمن التابع للأمم المتحدة رقم 176، الذي اعتمد بالإجماع في 12 سبتمبر 1962، بعد دراسة طلب مملكة بوروندي لعضوية في الأمم المتحدة، أوصى مجلس الأمن الجمعية العامة بأن تقبل مملكة بوروندي. واعتمد القرار بالإجماع.